# Monumento a los detenidos desaparecidos y ejecutados políticos por la dictadura militar en la Región de Valparaíso
El Monumento a los detenidos desaparecidos y ejecutados políticos por la dictadura militar en la Región de Valparaíso es una escultura de acero ubicada en el bandejón central de la avenida Brasil, en la ciudad de Valparaíso, Chile.
La escultura, obra del arquitecto Hernán Bustamante y la escultora María Eliana Herrera, forma una figura ondulada que representa una gran ola marina, y a un costado se encuentra una pared en donde se encuentran los nombres de los detenidos desaparecidos y ejecutados políticos de la región. Fue inaugurada en 2008 por agrupaciones de familiares de las víctimas de la represión política durante la dictadura y el programa de derechos humanos del Ministerio del Interior.